# Армстронг, Ирина
Ири́на А́рмстронг (урождённая Ло́гинова, 6 декабря 1970 года, Вологда) — российская и немецкая дартсменка. Обладатель Кубка мира WDF (2007) и Кубка Европы WDF (2014). Полуфиналистка женского чемпионата мира BDO (2011). Бывший лидер женского рейтинга Всемирной федерации дартса.

## Биография
В молодости увлекалась боулингом. В 2000 году, будучи беременной, занялась дартсом. Спустя два года приняла участие в первом турнире в жизни (Open Antwerp) и сразу же выбила действующую чемпионку Карин Краппен.
В 2007 году вместе с Анастасией Добромысловой выиграла Кубок мира WDF в парном разряде.
Играет дротиками 23 g Unicorn Global.
Предпочитает играть в личном разряде, однако не отказывается от парных и командных соревнований.

## Личная жизнь
Учась в Германии, познакомилась с англичанином Джоном Армстронгом. Вместе с ним она жила сначала в Нидерландах, а затем вернулась в Германию. Свободно говорит на русском, английском и немецком языках.
Воспитывает сына Кристиана (2000) и дочь Ксению (2005).

## Достижения

### Личные
- Полуфиналистка чемпионата мира (2011)

### Парные
- Обладатель Кубка мира WDF (2007)
- Обладатель Кубка Европы WDF (2014)

## Результаты на чемпионатах мира

### BDO
- 2010: четвертьфинал (поражение от Деты Хедман 0-2)
- 2011: полуфинал (поражение от Трины Галливер 0-2)
- 2013: четвертьфинал (поражение от Шерон Принс 1-2)
- 2014: четвертьфинал (поражение от Деты Хедман 0-2)
- 2015: первый раунд (поражение от Анастасии Добромысловой 0-2)

### PDC
- 2010: первый раунд (поражение от Деты Хедман 0:4)